# 迪尼斯·库马尔·吉米雷
迪尼斯·库马尔·吉米雷（羅馬化：Dineś Kumār Ghimire，1974年4月30日—），尼泊尔公务员、外交官，首任尼泊尔驻成都总领事。

## 经历
迪尼斯·库马尔·吉米雷拥有特里布文大学理學學士（物理、統計和數學）学位、理學碩士（统计学）学位和公共管理碩士学位。
2011年5月至2012年3月，任伊拉姆地區發展委員會地方發展官。2012年4月至2013年2月，任比爾甘傑副都市執行官。2013年3月至6月，任內政部联合地区事务官。2013年7月至2014年12月，任内政部首席地区官。2015年1月至2017年3月，任尼泊尔工业部联秘。2017年3月至2018年4月，任尼泊尔选举委员会联秘。2018年5月至2020年12月，任尼泊尔总理办公室秘书兼部长会议联秘。
2019年中华人民共和国国家主席习近平对尼泊尔进行国事访问，两国发表联合声明，中方同意尼泊尔在中国四川省成都市设立总领事馆。2020年12月10日，尼泊尔内阁决定派遣联秘迪尼斯·库马尔·吉米雷出任驻成都总领事。2021年1月至2月，吉米雷任尼泊尔外交部联秘。2021年5月24日，尼泊尔驻成都总领事举行开馆仪式，由尼泊尔驻华大使马亨德拉·巴哈杜尔·潘迪升起尼泊尔国旗，吉米雷致谢辞。2021年3月7日至2023年9月16日，吉米雷担任尼泊尔驻成都总领事。
2023年8月，晋升秘书（Secretary）级别。